# 領隊 (足球)
領隊是英國足球界相當於的職位，負責球會或國家隊事務。在一所體育會擔任領隊須直接向會長或董事會主席負責。

## 權責
一名在職業足球會任職的領隊日常負責（但並不限於）下列事務：
- 於賽前挑選合適的球員並編排陣容；
- 制訂策略，並在場上按計劃指揮作戰；
- 分派職務予一隊教練及教練團隊；
- 尋找年青而具天份的球員加入青訓學院或預備隊參加訓練；
- 在轉會市場買賣球員，包括借用；
- 於賽前及賽後面對傳媒接受訪問。

以上部分職責與足球總監或體育總監共同分擔，又或分派予助理領隊或教練負責。

## 歐洲及北美洲的領隊
領隊（manager）的職稱幾乎是英國足球壇專用。在大多數設有職業足球的國家，負責領導球隊的人士通常稱為主教練（head coach），雖然職能大約相同。例如英格蘭國家隊的霍奇森稱為領隊（manager），而德國的主帥羅爾只稱為主教練（head coach），德國隊內另有一名隸屬於主教練之下的球隊經理（team manager）的角色由比亞荷夫出任。
在歐洲足球領隊或主教練的職務，於北美洲的職業運動通常分開由總經理（general manager）和主教練（head coach）分擔，雖然間中會由同一人出任兩個職位。歐洲足球隊中教練聽命於手執實權的領隊，而北美模式的總經理和主教練則各司其職。例如，英式領隊具有場內指揮權，可決定球員出場名單和戰術，同時亦會負責買賣球員及商討合約條款；而在北美，教練負責場內，場外的一切則由經理決定。